# 小多鬚䱛
小多鬚䱛（學名：Pachypops pigmaeus）為輻鰭魚綱鱸形目鱸亞目石首魚科的其中一種，分布南美洲巴西布朗庫河及马代拉河流域，體長可達5.6公分，棲息在溪流。